# Driving Home for Christmas
Driving Home for Christmas ist ein Weihnachtslied des britischen Sängers Chris Rea, das 1986 veröffentlicht wurde. Es hat sich in den 2000er Jahren zu einem modernen Weihnachtsklassiker entwickelt.

## Entstehung
Rea kam die Idee für den Song, als er 1978 in der Vorweihnachtszeit in einem Verkehrsstau feststeckte und mit seiner Frau darüber sinnierte, dass es vielen anderen Menschen sicher auch so ging. Er beschrieb dies folgendermaßen:

„Es war kurz vor Weihnachten. Meine Frau hatte mich aus London abgeholt, mit ihrem kleinen Auto, einem Mini. Das war billiger als mit dem Zug zu fahren. Aber es war ein furchtbarer Verkehr in der Stadt. Wir gerieten in einen Stau. Um mich herum sah ich all diese schlecht gelaunten Typen in ihren Autos. Und da fing ich einfach an zu singen.“

Das Lied blieb danach einige Jahre unveröffentlicht. Als Van Morrison den Song 1986 anfragte, entschied sich Rea dafür, ihn lieber selbst zu veröffentlichen.

## Veröffentlichung und kommerzieller Erfolg
Zuerst erschien der Song im November 1986 in Europa. Als B-Seite wurde eine Neuaufnahme des Songs Hello Friend vom Album On the Beach verwendet, auch Singles mit einer getauschten Seitenfolge wurden in den Handel gebracht. Die Veröffentlichung blieb aber zunächst kommerziell erfolglos. Eine Veröffentlichung des Songs Ende 1987 in Japan war ebenso erfolglos.
Im Oktober 1988 veröffentlichte Rea die Kompilation New Light Through Old Windows, darauf war auch das Lied Driving Home for Christmas in einer Neuaufnahme enthalten, die neue Version wird seitdem meist im Radio gespielt. Es wurde im November 1988 auf der danach betitelten EP Driving Home for Christmas: The Christmas EP und gleichzeitig auch als Single wiederveröffentlicht, dieser gelang Anfang Dezember der Einstieg in die britischen Charts, wo das Lied sich vorerst für fünf Wochen halten konnte und Position 53 erreichte.
In den folgenden Jahren erfolgten mehrere Wiederveröffentlichungen, sodass das Lied zu einem modernen Weihnachtsklassiker wurde. Eine Wiederveröffentlichung in Deutschland im Jahr 2002 hatte dort einen erstmaligen Charteinstieg zur Folge, das Lied erreichte Platz 73 und blieb vier Wochen in den Charts. Im Jahr 2009 wurde erstmals ein offizielles Musikvideo mit dem Benefizprojekt Shelter produziert.
Im Zuge der Berücksichtigung von Musikdownloads in vielen europäischen Musikcharts im Jahr 2007 konnte der Song nach mehr als 19 Jahren erstmals wieder in die britischen Charts einsteigen, in der Schweiz und in Österreich stieg er zu Weihnachten 2007 bzw. 2008 erstmals ein. In Norwegen erreichte das Lied 2008 sogar Platz zwei. Seitdem ist jedes Jahr zu Weihnachten ein Wiedereinstieg in verschiedene europäische Musikcharts üblich, wobei das Lied flächendeckend höhere Positionen als in den Vorjahren erklimmt. 2015/16 konnte es in Großbritannien und Deutschland eine neue Höchstposition erreichen. Am 3. Dezember 2021 wurde es von der BPI mit einer Doppelplatin-Schallplatte für über 1,2 Millionen verkaufte Einheiten ausgezeichnet.

## Chartplatzierungen

### Chris Rea
| Periode   | Höchstplatzierung, GesamtwochenChartplatzierungen (Periode, Platzierungen, Wochen) | Höchstplatzierung, GesamtwochenChartplatzierungen (Periode, Platzierungen, Wochen) | Höchstplatzierung, GesamtwochenChartplatzierungen (Periode, Platzierungen, Wochen) | Höchstplatzierung, GesamtwochenChartplatzierungen (Periode, Platzierungen, Wochen) |
| Periode   | DE                                                                                 | AT                                                                                 | CH                                                                                 | UK                                                                                 |
| --------- | ---------------------------------------------------------------------------------- | ---------------------------------------------------------------------------------- | ---------------------------------------------------------------------------------- | ---------------------------------------------------------------------------------- |
| 1988/89   | —                                                                                  | —                                                                                  | —                                                                                  | UK53 (5 Wo.)UK                                                                     |
|           |                                                                                    |                                                                                    |                                                                                    |                                                                                    |
|           |                                                                                    |                                                                                    |                                                                                    |                                                                                    |
| 2002/03   | DE73 (4 Wo.)DE                                                                     | —                                                                                  | —                                                                                  | —                                                                                  |
|           |                                                                                    |                                                                                    |                                                                                    |                                                                                    |
|           |                                                                                    |                                                                                    |                                                                                    |                                                                                    |
| 2007/08   | DE31 (4 Wo.)DE                                                                     | —                                                                                  | CH90 (1 Wo.)CH                                                                     | UK33 (5 Wo.)UK                                                                     |
| 2008/09   | DE32 (5 Wo.)DE                                                                     | AT35 (4 Wo.)AT                                                                     | CH41 (4 Wo.)CH                                                                     | UK53 (4 Wo.)UK                                                                     |
| 2009/10   | DE35 (4 Wo.)DE                                                                     | AT41 (4 Wo.)AT                                                                     | CH53 (1 Wo.)CH                                                                     | UK40 (4 Wo.)UK                                                                     |
| 2010/11   | DE47 (5 Wo.)DE                                                                     | AT56 (4 Wo.)AT                                                                     | —                                                                                  | UK67 (3 Wo.)UK                                                                     |
| 2011/12   | DE54 (5 Wo.)DE                                                                     | —                                                                                  | —                                                                                  | UK36 (4 Wo.)UK                                                                     |
| 2012/13   | DE62 (4 Wo.)DE                                                                     | AT72 (2 Wo.)AT                                                                     | —                                                                                  | UK36 (4 Wo.)UK                                                                     |
| 2013/14   | DE58 (3 Wo.)DE                                                                     | AT65 (1 Wo.)AT                                                                     | —                                                                                  | UK53 (4 Wo.)UK                                                                     |
| 2014/15   | DE38 (5 Wo.)DE                                                                     | AT41 (4 Wo.)AT                                                                     | —                                                                                  | UK43 (4 Wo.)UK                                                                     |
| 2015/16   | DE23 (3 Wo.)DE                                                                     | AT48 (3 Wo.)AT                                                                     | —                                                                                  | UK29 (4 Wo.)UK                                                                     |
| 2016/17   | DE32 (4 Wo.)DE                                                                     | AT23 (4 Wo.)AT                                                                     | CH63 (1 Wo.)CH                                                                     | UK26 (3 Wo.)UK                                                                     |
| 2017/18   | DE8 (4 Wo.)DE                                                                      | AT12 (4 Wo.)AT                                                                     | CH25 (3 Wo.)CH                                                                     | UK14 (4 Wo.)UK                                                                     |
| 2018/19   | DE5 (5 Wo.)DE                                                                      | AT5 (4 Wo.)AT                                                                      | CH15 (3 Wo.)CH                                                                     | UK11 (4 Wo.)UK                                                                     |
| 2019/20   | DE5 (5 Wo.)DE                                                                      | AT4 (4 Wo.)AT                                                                      | CH12 (4 Wo.)CH                                                                     | UK24 (4 Wo.)UK                                                                     |
| 2020/21   | DE3 (6 Wo.)DE                                                                      | AT3 (5 Wo.)AT                                                                      | CH18 (5 Wo.)CH                                                                     | UK11 (6 Wo.)UK                                                                     |
| 2021/22   | DE3 (6 Wo.)DE                                                                      | AT3 (6 Wo.)AT                                                                      | CH10 (5 Wo.)CH                                                                     | UK10 (6 Wo.)UK                                                                     |
| 2022/23   | DE4 (6 Wo.)DE                                                                      | AT5 (6 Wo.)AT                                                                      | CH13 (5 Wo.)CH                                                                     | UK16 (6 Wo.)UK                                                                     |
| 2023/24   | DE4 (6 Wo.)DE                                                                      | AT5 (6 Wo.)AT                                                                      | CH13 (5 Wo.)CH                                                                     | UK19 (6 Wo.)UK                                                                     |
| 2024/25   | DE8 (6 Wo.)DE                                                                      | AT14 (5 Wo.)AT                                                                     | CH17 (4 Wo.)CH                                                                     | UK19 (5 Wo.)UK                                                                     |
| Insgesamt | DE3 (88 Wo.)DE                                                                     | AT3 (66 Wo.)AT                                                                     | CH10 (41 Wo.)CH                                                                    | UK10 (85 Wo.)UK                                                                    |

| ChartsJahrescharts (2021) | Platzierung |
| ------------------------- | ----------- |
| Deutschland (GfK)         | 91          |
| Österreich (Ö3)           | 55          |

| ChartsJahrescharts (2022) | Platzierung |
| ------------------------- | ----------- |
| Deutschland (GfK)         | 98          |

| ChartsJahrescharts (2023) | Platzierung |
| ------------------------- | ----------- |
| Deutschland (GfK)         | 94          |
| Österreich (Ö3)           | 63          |

| ChartsJahrescharts (2024) | Platzierung |
| ------------------------- | ----------- |
| Deutschland (GfK)         | 91          |

### Version von Stacey Solomon
| Periode   | Höchstplatzierung, GesamtwochenChartsChartplatzierungen (Periode, Platzierungen, Wochen) |
| Periode   | UK                                                                                       |
| --------- | ---------------------------------------------------------------------------------------- |
| 2011/12   | UK27 (1 Wo.)UK                                                                           |
| Insgesamt | UK27 (1 Wo.)UK                                                                           |

### Version von Dasha
| Periode   | Höchstplatzierung, GesamtwochenChartsChartplatzierungen (Periode, Platzierungen, Wochen) |
| Periode   | UK                                                                                       |
| --------- | ---------------------------------------------------------------------------------------- |
| 2024/25   | UK92 (1 Wo.)UK                                                                           |
| Insgesamt | UK92 (1 Wo.)UK                                                                           |

## Coverversionen
Wie auch das Original wurden Coverversionen des Liedes nie sonderlich erfolgreich. Stacey Solomon war 2011 die einzige, die neben Rea mit dem Song einen Charterfolg hatte. Das Lied wurde mehrfach gecovert, unter anderem von:
- 1989: Wim De Craene
- 1995: Helena Vondráčková
- 1997: Willeke Alberti
- 1998: Michael Ball
- 2000: The Bachelors
- 2001: Howard Carpendale
- 2003: Overground
- 2005: Rob de Nijs
- 2008: Sonja Aldén
- 2010: Saint Etienne
- 2010: Bo Katzman Chor
- 2011: Dirk Michaelis
- 2011: Tom Gaebel
- 2011: Stacey Solomon
- 2011: Joe McElderry
- 2012: The Baseballs
- 2013: Mario Biondi
- 2013: Glennis Grace
- 2014: Gregor Meyle
- 2015: The Overtones
- 2015: Helene Fischer & the Royal Philharmonic Orchestra
- 2018: Engelbert
- 2020: Frida Gold
- 2020: Stefan Gwildis ins Deutsche als „Weihnachten ich komm“ übersetzt
- 2024: Dasha